# Eos-Automobil
Die Eos-Automobil-GmbH war ein Hersteller von Automobilen aus Österreich.

## Unternehmensgeschichte
Das Unternehmen wurde am 21. März 1919 gegründet. Der Firmensitz befand sich an der Treustraße 94 im 20. Bezirk von Wien. Die Produktion von Automobilen begann. Der Markenname lautete Eos. Am 8. April 1920 wurde das Unternehmen liquidiert. Es gab keine Verbindung zur deutschen Automarke Eos.

## Fahrzeuge
Bei den Fahrzeugen handelte es sich um Cyclecars. Technische Details sind nicht bekannt.